# Mio figlio non sa leggere (miniserie televisiva)
Mio figlio non sa leggere è una miniserie televisiva del 1984 diretta da Franco Giraldi e tratta dall'omonimo libro autobiografico di Ugo Pirro.

## Trama
Ugo, uno sceneggiatore separato, si relaziona con la difficile condizione di dislessia del figlio Umberto. Ben presto le difficoltà del bambino nel leggere e scrivere sfociano in disturbi comportamentali. I genitori si interrogano sulla natura dei suoi problemi, che reputano derivanti dalla loro separazione, ma la scoperta casuale di un libro americano sulla dislessia farà capire al padre l'origine dei suoi problemi: avergli impedito di camminare a carponi quando aveva meno di un anno. Con una serie di esercizi mirati riuscirà a guarire Umberto e a fargli raggiungere un'agognata promozione, a prezzo forse di averne tarpato le sue vere inclinazioni.

## Citazioni letterarie e televisive
- Nella miniserie è citato il libro Quando è difficile imparare a leggere. Guida per i genitori di Carl H. Delacato.
- Nella seconda puntata della miniserie il piccolo Umberto guarda alla televisione una puntata dello sceneggiato televisivo Sandokan.